# Olympus (berg)
De Olympus of Olympos, in dichterlijke taal ook wel Olymp (Grieks: Όλυμπος / Olympos, Nieuwgriekse uitspraak: [ˈɔlimbɔs]), is de hoogste berg in Griekenland. De Olympus is sinds 1938 een nationaal park, Nationaal park Olympos. De berg staat niet ver van de kust, ten zuidwesten van Thessaloniki.
De Olympus speelt een belangrijke rol in de Griekse mythologie. De dichter Homerus noemde de Olympus 'het Huis van de goden'. Die zouden daar in grote luxe wonen, in paleizen met bronzen vloer, gemaakt door Hephaistos. De Olympus wordt speciaal als verheven woonplaats van de oppergod Zeus genoemd, vanwaaraf hij soms zijn bliksemschichten naar beneden afvuurde.

## Andere bergen met deze naam
Andere bergen met de naam Olympus zijn:
- Mount Olympus in de Amerikaanse staat Washington
- Olympus Mons op de planeet Mars, de hoogste berg in het zonnestelsel
- De berg Uludağ, bij Bursa in het huidige Turkije, in het oude Bithynië, droeg in de klassieke oudheid ook de naam Olympus.
- Olympus, de hoogste berg van Cyprus

Driedimensionaal
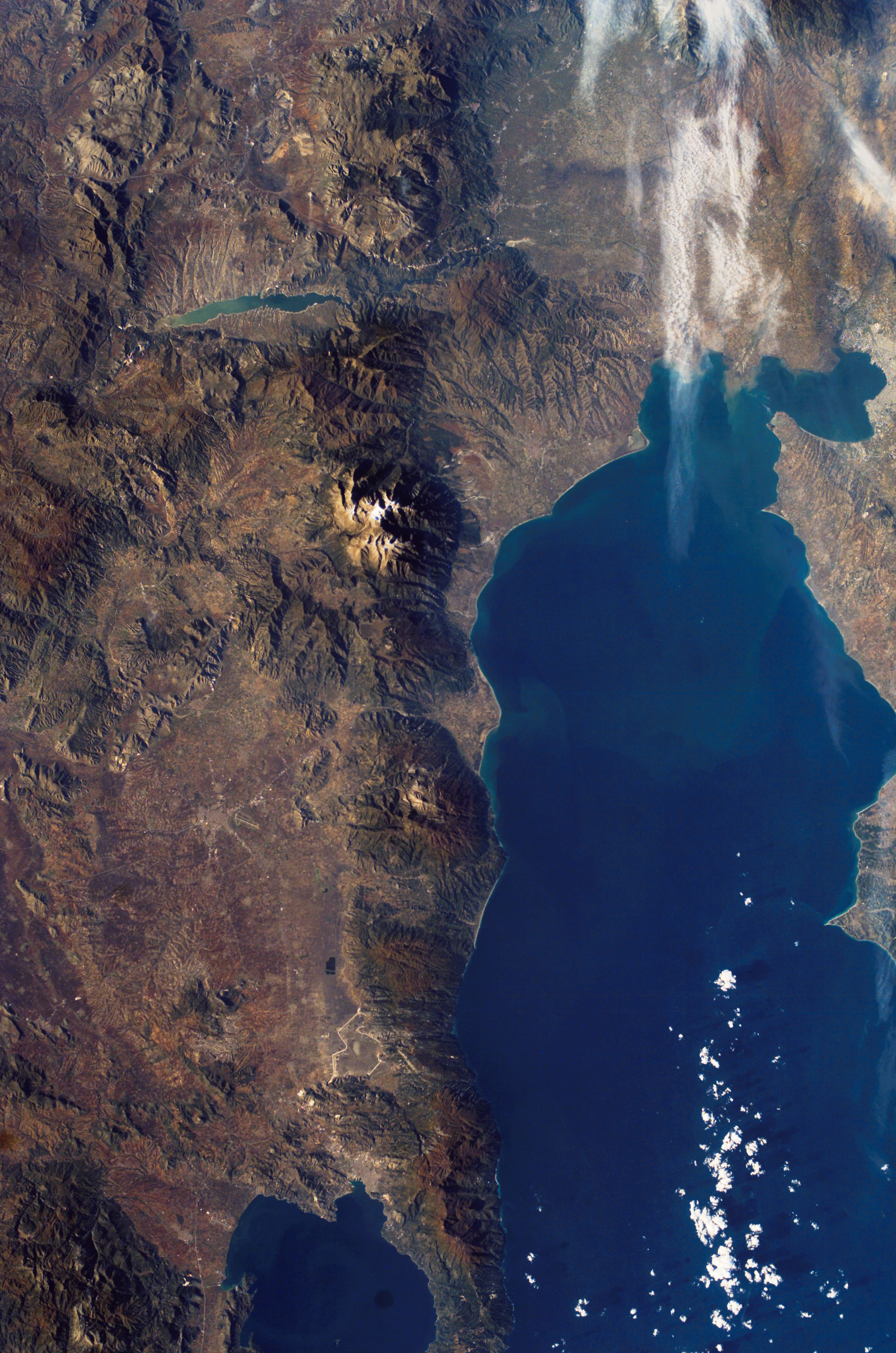
De Olympus is op de kaart iets lichter.